# Arthroleptis wageri
Arthroleptis wageri FitzSimons, 1930 è un anfibio anuro, appartenente alla famiglia degli Artroleptidi.

## Etimologia
L'epiteto specifico è stato dato in onore di V. A. Wager.

## Distribuzione e habitat
È endemica del Sudafrica. Si trova nelle oreste della regione costiera dall'estremo sud del KwaZulu-Natal fino alla provincia del Capo orientale nord-orientale.

## Tassonomia
Fino al 2018 la specie era considerata sinonimo di A. wahlbergii